# Alexandra Dowling
Alexandra Dowling (ur. 22 maja 1990 w Londynie) – amerykańska aktorka, która wystąpiła m.in. w serialach Muszkieterowie i Gra o tron.

## Filmografia

### Filmy
| Rok  | Tytuł                          | Rola             | Uwagi       |
| ---- | ------------------------------ | ---------------- | ----------- |
| 2013 | Hammer of the Gods: Młot bogów | Agnes            |             |
| 2014 | Nobblycarrot7                  | Celeste          | krótkometr. |
| 2021 | Itch                           | Agatha           | krótkometr. |
| 2022 | Emily                          | Charlotte Brontë |             |
| 2022 | Starbright                     | Aisling          |             |

### Telewizja
| Rok     | Tytuł            | Rola             | Uwagi                       |
| ------- | ---------------- | ---------------- | --------------------------- |
| 2012    | Przygody Merlina | Kara             | 1 odc.                      |
| 2013    | Gra o tron       | Roslin Frey      | odc. The Rains of Castamere |
| 2013    | Poirot           | Marie McDermott  | 1 odc.                      |
| 2014–16 | Muszkieterowie   | Anna Austriaczka | w gł. obsadzie              |